# Абдулино
Абдулино (рус. Абдулино) град је у Русији у Оренбуршкој области. Према попису становништва из 2010. у граду је живело 20173 становника.

## Становништво
| 1939.  | 1959.  | 1970.  | 1979.  | 1989.  | 2002.  | 2010.  |
| ------ | ------ | ------ | ------ | ------ | ------ | ------ |
| 24.282 | 29.976 | 26.010 | 23.054 | 22.639 | 21.537 | 20.173 |